# David Masser
David William Masser (Londres, 8 de novembro de 1948) é um matemático, professor de matemática da Universidade de Basileia, Suíça. Obteve um Ph.D. na Universidade de Cambridge em 1974 com a tese Elliptic Functions and Transcendence.
Antes de seu cargo no Instituto de matemática de Basileia foi professor na Universidade de Michigan. Foi um palestrante convidado do Congresso Internacional de Matemáticos em Varsóvia em 1983. É conhecido por seu trabalho sobre teoria dos números, e foi eleito membro da Royal Society em 2005.
Com Joseph Oesterlé Masser formulou a conjetura Oesterlé–Masser em 1985. Foi estabelecido que esta conjetura "é o mais importante problema não resolvido em análise diofantina".